# Boscaler de Seebohm
El boscaler de Seebohm (Locustella seebohmi) és una espècie d'ocell de la família dels locustèl·lids (Locustellidae). És endèmic de les muntanyes del nord de l'illa de Luzon, a les Filipines. Els seu hàbitat natural són els herbassars tropicals i subtropicals de l'estatge montà. El seu estat de conservació es considera de risc mínim.
El nom específic de Seebohm fa referència a l'ornitòleg i viatger britànic Henry Seebohm (1832-1895).